# Nannocharax altus
Nannocharax altus är en fiskart som beskrevs av Pellegrin, 1930. Nannocharax altus ingår i släktet Nannocharax och familjen Distichodontidae. IUCN kategoriserar arten globalt som starkt hotad. Inga underarter finns listade i Catalogue of Life.